# Église Saint-Pallais de Villars-en-Pons
L'église Saint-Pallais est une église catholique située à Villars-en-Pons, en France.

## Localisation
L'église est située dans le département français de la Charente-Maritime, sur la commune de Villars-en-Pons.

## Description

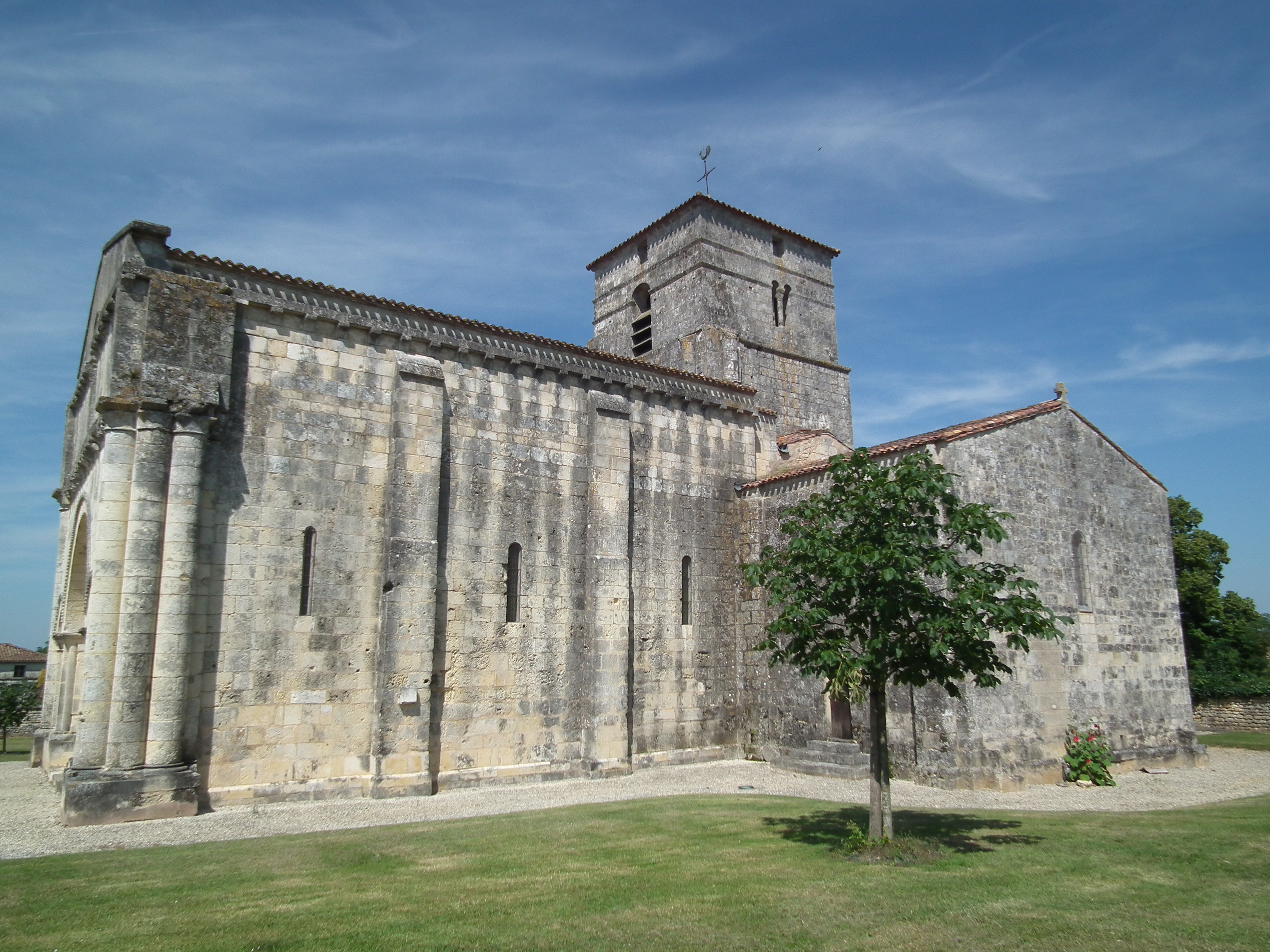

## Protection
L'église Saint-Pallais est classée au titre des monuments historiques par arrêté du 28 février 1984.